# Mimikry

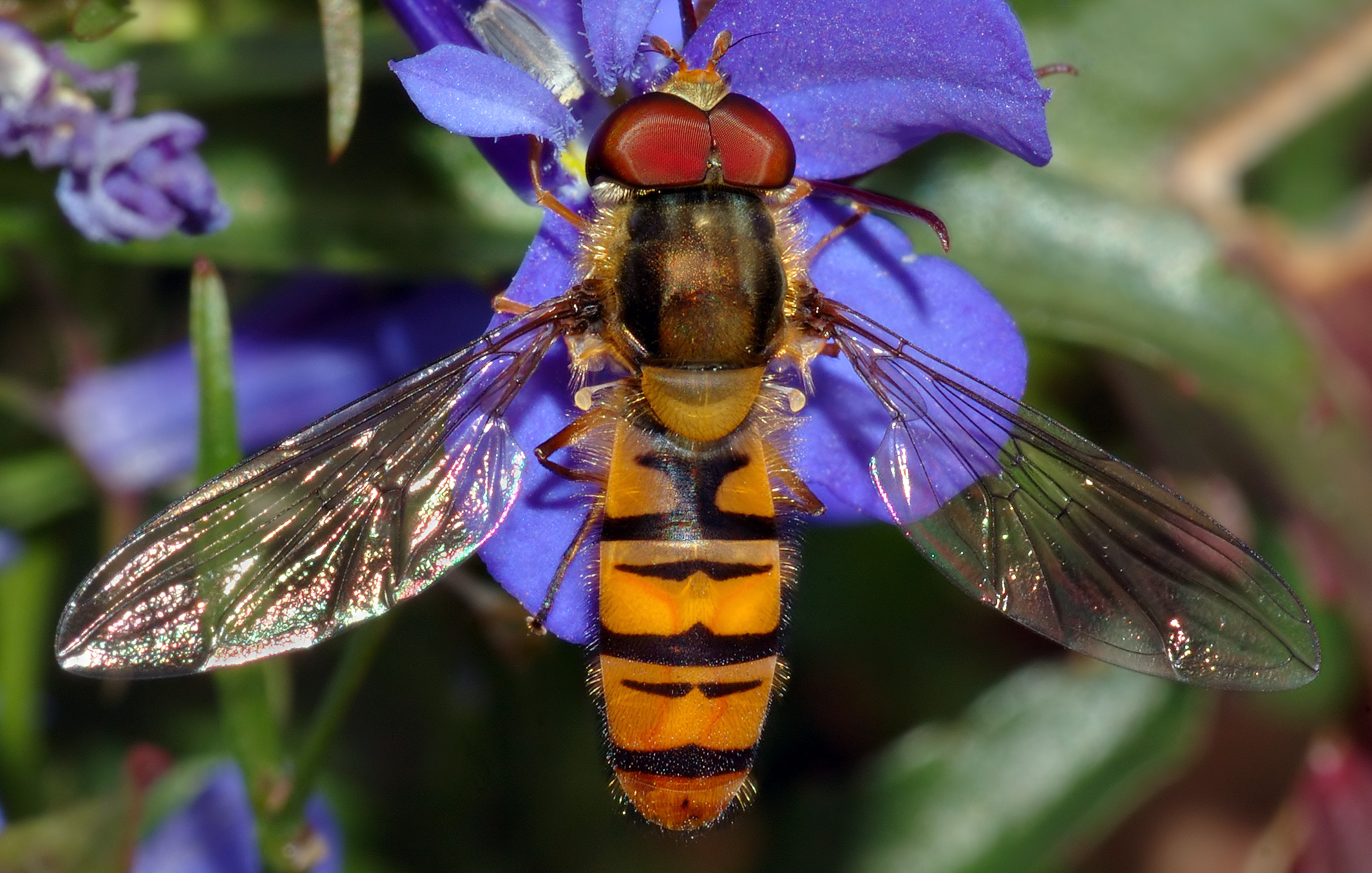
Imitation einer Biene bei der Hainschwebfliege

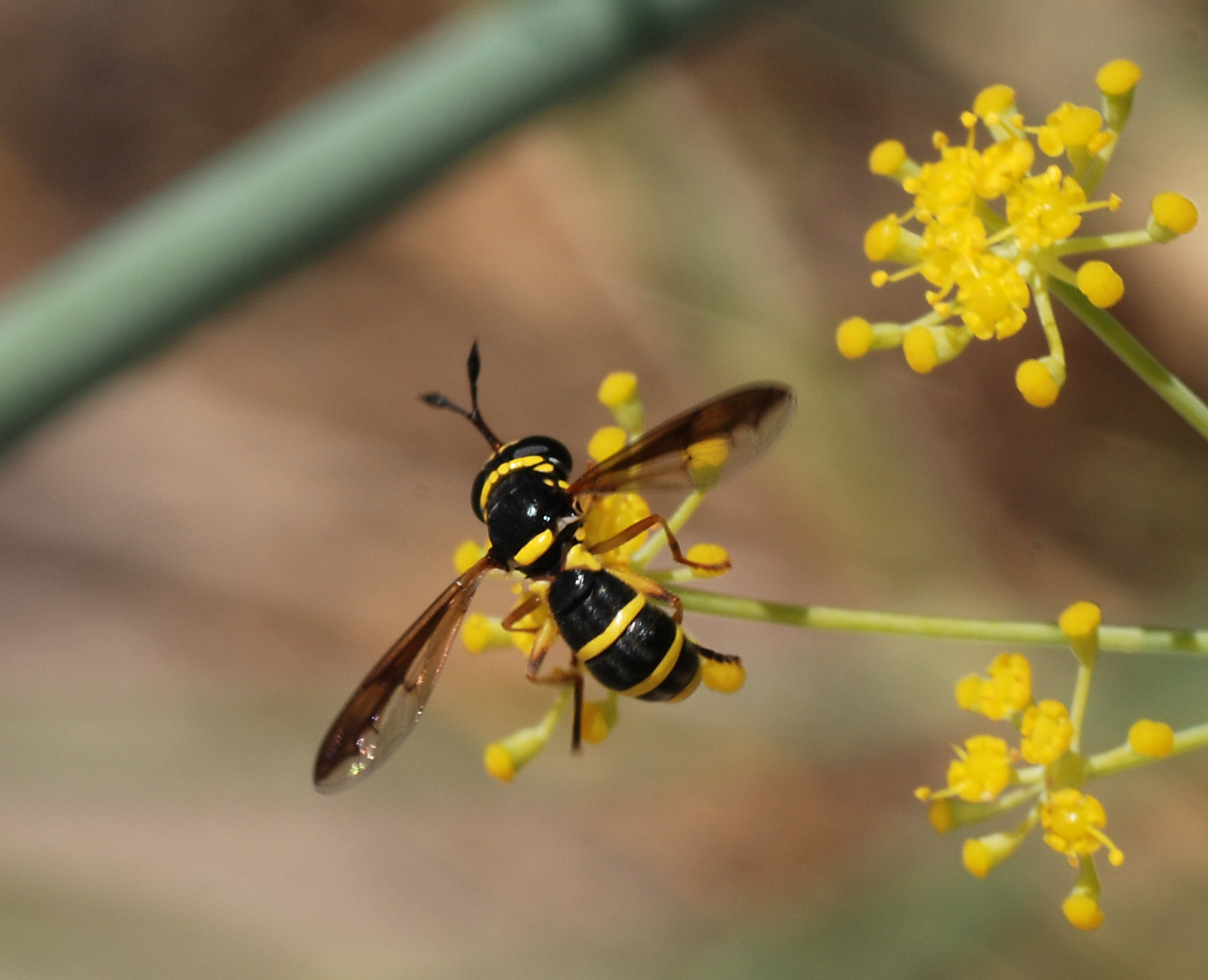
Imitation einer Wespe bei Ceriana vespiformis

Die Mimikry bezeichnet in der Biologie eine Form der Nachahmung visueller, auditiver oder olfaktorischer Signale, die dazu führt, dass dem Nachahmer und Fälscher Vorteile durch die Täuschung des Signalempfängers entstehen. Bei der Mimikry können aus Sicht des Signalfälschers insbesondere zwei häufige Varianten unterschieden werden: zum einen Schutzmimikry durch Imitation von Vorbildern, die zum Beispiel potentielle Fressfeinde abschrecken; zum anderen Lockmimikry durch Imitation von Vorbildern, die zum Beispiel für potentielle Beute oder für Bestäuber attraktiv sind.
Ein bekanntes Beispiel für Mimikry ist die Ähnlichkeit von Gestalt und Farbmuster der Blütenblätter bestimmter Orchideen der Gattung Ophrys und bestimmter Insekten, die so auffallend ist, dass sie namensgebend wurde (Bienen-Ragwurz, Hummel-Ragwurz, Fliegen-Ragwurz). Die Blüten der Großen Spinnen-Ragwurz ahmen das Lock-Pheromon weiblicher Sandbienen der Art Andrena nigroaenea nach – für die schwärmenden Drohnen eine unwiderstehliche Verlockung, auf diesen Orchideen-Blüten zu landen und sie auf der Suche nach dem Weibchen zu bestäuben.

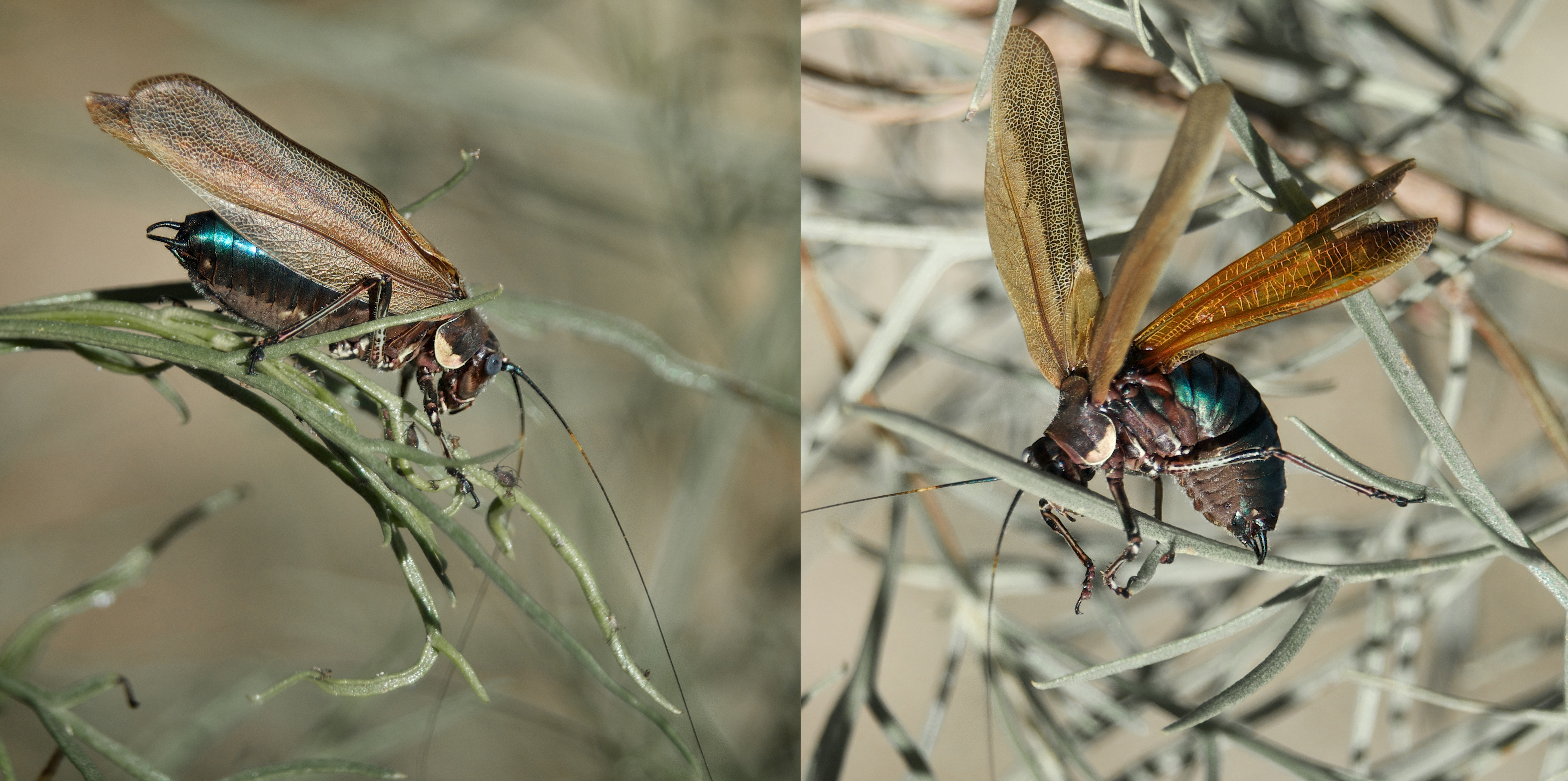
Nachahmung einer Wespe durch eine Heuschrecke (Sucre, Bolivien, 2014)

Wie diese und weitere bis in den Bereich der Molekularbiologie hineinreichenden Varianten der Mimikry fundiert zu unterscheiden und jeweils zu benennen sind, wird unter den Forschern kontrovers erörtert; einige Wissenschaftler schlagen vor, die Bezeichnung Mimikry auf die Bates’sche Mimikry zu beschränken.

## Wortherkunft
Die Bezeichnung Mimikry ist abgeleitet von englisch mimicry (= „Nachahmung“), was wiederum abgeleitet ist von to mimic: „nachahmen, mimen“ + Suffix -ry (entsprechend dt. „-erei“) und entlehnt über lat. mimicus (der Nachahmer) aus altgr. μιμεῖσθαι mimeisthai „nachahmen“.

## Prinzip: Signalfälschung

### Drei Faktoren
Jedes Mimikry-System besteht aus einem Vorbild, einem Nachahmer (Mimet) und einem Signalempfänger, der in annähernd gleicher Weise auf Vorbild und Nachahmer reagiert. Ein solches Mimikry-System bewirkt durch seine spezifischen Gestalten, Farben oder Gerüche eine Täuschung des Signalempfängers, dem gleichsam ein „gefälschtes“ Signal zukommt, das der Signalempfänger entweder als Verlockung, als Gefahr oder auch als für ihn irrelevant interpretiert. Diese im Verlauf der Stammesgeschichte entstandenen analogischen Muster haben im Kontext der Evolutionstheorie den „biologischen Nutzen“, die Überlebenschancen der Mimeten und hierdurch die Wahrscheinlichkeit der Weitergabe ihrer Gene an die nachfolgende Generation zu erhöhen. Wie für die Entstehung aller Arten nahm Charles Darwin auch in Bezug auf Mimikry-Systeme an, dass sich die Nachahmung von Vorbildern nach und nach auf dem Wege der selektiv begünstigenden Verstärkung entsprechender Mutationen herausgebildet hat.

### Problematik der genauen Klassifizierung
Nicht immer ist es möglich, eine klare Abgrenzung zwischen Mimikry und Mimese zu erzielen; ein Beispiel hierfür ist die afrikanische Teufelsblume (Idolomantis diabolicum), eine Fangschrecke, deren mit blattförmig gewachsenen Fangarmen ausgestatteter Vorderleib einer Blüte ähnelt. Während viele Insektenarten diese „Blüte“ nur als für sie vermeintlich harmlosen Ruheplatz anfliegen (Mimese), werden andere Arten von ihrem vermeintlichen Futterplatz angelockt (Peckham’sche Mimikry) – und gefressen. Diese Unterscheidung macht deutlich, dass die Art der Interpretation des Signals durch den jeweiligen Empfänger maßgeblich ist, ob das Signal als Mimese oder als Mimikry klassifiziert wird. Auch die Abgrenzung zur Tarnung ist fließend.

## Bates’sche Mimikry

### Überblick
Die Bates’sche Mimikry ist die bekannteste Form der Mimikry. Sie wurde 1862 von Henry Walter Bates in den Transactions der Linnean Society zu London erstmals wissenschaftlich beschrieben, nachdem er zwischen 1849 und 1860 in den „Urwäldern“ im brasilianischen Amazonasgebiet umhergestreift war und dort u. a. die Schmetterlingsarten erforscht hatte. Bates bezeichnete die Nachahmung eines wehrhaften oder ungenießbaren Tieres durch harmlose Tiere zur Täuschung von Feinden als Mimikry. Inzwischen ist bekannt, dass es sich hierbei um einen Spezialfall der Schutzmimikry handelt, die den Namen des Entdeckers erhielt.
Bates war sich der weit reichenden evolutionsbiologischen Konsequenzen seiner Entdeckung wohl bewusst, denn er schrieb bereits 1862:

“The process by which a mimetic analogy is brought about in nature is a problem which involves that of the origin of all species and all adaptations”

„Der Prozess, durch den die mimetische Analogie in der Natur hervorgerufen wird, ist ein Problem, das verknüpft ist mit dem [Problem] des Entstehens aller Arten und aller Anpassungen.“

2025 wurde eine Studie über Fossilien aus dem frühen Oligozän veröffentlicht, der zufolge Bates’sche Wespen-Mimikry bereits vor rund 33 Millionen Jahren existiert hat.

### Historisches
Im Jahre 1844 erschien in England unter dem Titel Vestiges of the Natural History of Creation eine von Robert Chambers anonym verfasste Broschüre, die jahrelang für Aufregung sorgte, denn sie enthielt eine Reihe von Theorien über die Entstehung der Welt und der Tiere. Die Broschüre wurde in Deutschland unter dem Titel „Natürliche Geschichte der Schöpfung“ bekannt.
Der junge britische Zoologe Alfred Russel Wallace interessierte sich für diese Broschüre und er begann, über die Entstehung der Arten nachzudenken. Er lernte den britischen Entomologen Henry Walter Bates kennen, der ebenfalls von dieser Broschüre sehr angetan war. Wallace schlug Bates vor, gemeinsam eine Reise nach Südamerika zu unternehmen. Beide verfolgten ein ehrgeiziges Ziel, denn sie wollten in den Tropen Tatsachen über den Ursprung der Arten sammeln. Dort sind die beiden unabhängig von Darwin auf die Idee des Prinzips der natürlichen Zuchtwahl (Auslese) gekommen.
Während Wallace nur drei Jahre im Amazonas-Regenwald Brasiliens blieb und dann in den malaiischen Archipel weiterzog, sammelte Bates elf Jahre lang dort Tiere und Pflanzen. Er hatte eine sehr große Kollektion mit vielen gänzlich unbekannten Arten, doch im Unterschied zu vielen früheren Reisenden betätigte sich Bates bereits als echter Naturforscher, der nicht nur seltenen Tieren nachspürte, sondern auch die Wechselbeziehungen zwischen verschiedenen Tierarten und deren Verhaltensweisen beobachtete. Er stellte beim Sortieren seiner umfangreichen Schmetterlingssammlung immer wieder fest, dass sich unter den farbenprächtigen Edelfaltern einzelne Exemplare befanden, die sehr selten waren und zu einer ganz anderen Familie, den Weißlingen, gehörten.
Die Ähnlichkeit dieser beiden Arten war so groß, dass sie als lebende Falter praktisch nicht voreinander zu unterscheiden waren. Bates erwähnte einmal: „Es ist mir nie gelungen, die Leptalis-Arten von den ihnen ähnlichen Arten zu unterscheiden.“

### Genaueres zur Entdeckung von Bates

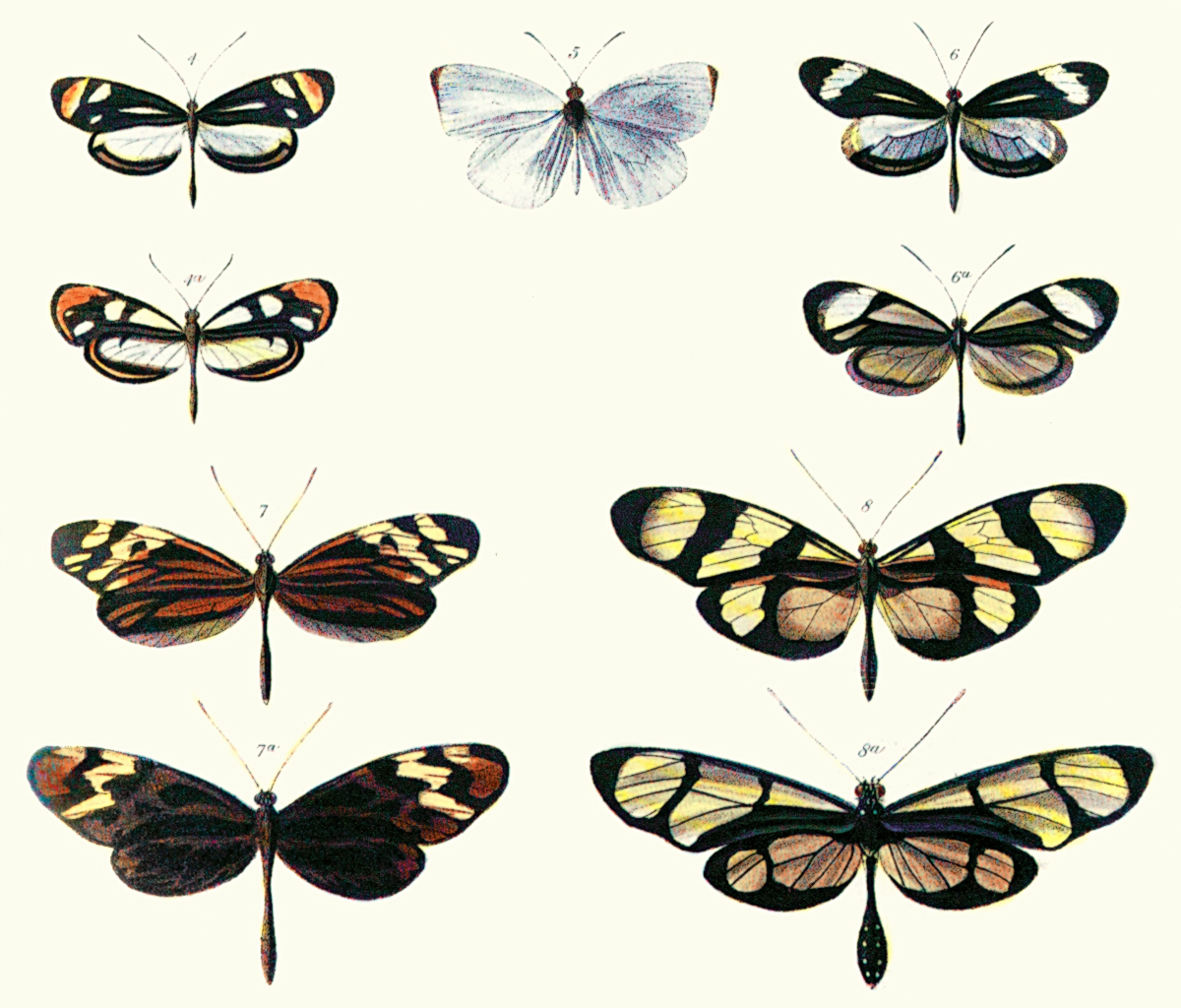
Abbildung von Bates (1862). Die obere und die dritte Reihe zeigen Dismorphia-Arten, die zweite und die letzte Reihe zeigen Ithomiini-Arten.

Zur Gattung Dismorphia, früher Leptalis, gehören eine ganze Reihe verschiedener Arten. Diese Arten gleichen außerordentlich verschiedenen Ithomiini-Arten.
Dismorphia zählt zur Familie der Weißlinge (Pieridae). Sehr auffallend ist es, dass Dismorphia nicht nur in ihrer Färbung, sondern auch in ihrer Flügelform ganz erheblich von ihren Verwandten abweicht. Selbst der gute Schmetterlingskenner Bates hätte die Art beim Sortieren seiner Sammlung beinahe falsch eingeordnet. Denn viele Dismorphia-Arten gleichen äußerlich verschiedenen Ithomiini-Arten viel mehr als der eigenen Verwandtschaft. Die Ithomiini gehören jedoch zu einer ganz anderen Familie, nämlich den Edelfaltern (Nymphalidae).
Weder Verwandtschaft noch ähnliche Lebensweise kamen als Grund für die großartige Übereinstimmung zwischen Dismorphia und den Ithomiini in Frage. Bates suchte nach einer anderen Erklärung. Das Grundproblem war, warum die Schmetterlinge ausgerechnet den Edelfaltern der Tribus Ithomiini glichen. Er hatte beobachtet, dass die Ithomiini-Arten sehr häufig vorkamen, auffallend bunt waren und so langsam flogen, dass sie leicht zu fangen waren. Dies machte den Gelehrten stutzig.
Bates konnte nie beobachten, dass die von Vögeln erbeuteten Ithomiini-Arten von diesen wirklich gefressen werden. Daraus folgerte er, dass diese Schmetterlinge ungenießbar sein müssten: Ekelgeschmack, Giftigkeit, … Vögel würden dies schnell feststellen, sich das Aussehen der ungenießbaren Falter einprägen und sie künftig meiden.
Gäbe es nun im selben Gebiet einen deutlich selteneren Schmetterling, der – obwohl prinzipiell genießbar – die Ithomiini-Arten in Aussehen und Verhalten nachahmte, so würde er die Vögel täuschen und gleichfalls nicht gefressen werden. Solche selteneren Schmetterlinge waren Dismorphia.

### Europäisches Beispiel für Bates’sche Mimikry

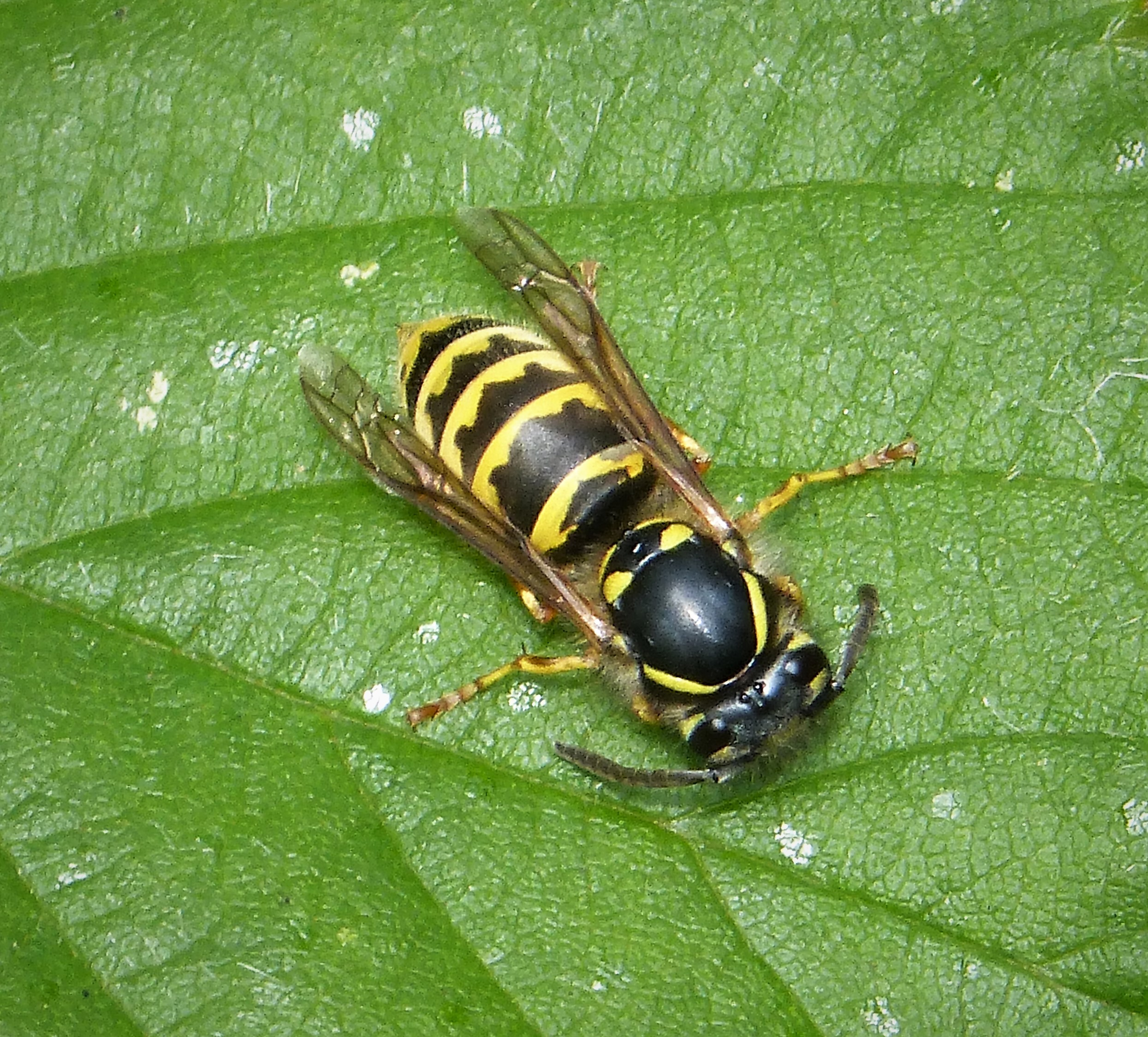
Gemeine Wespe – wehrhaftes Vorbild (Weibchen haben Stachel)
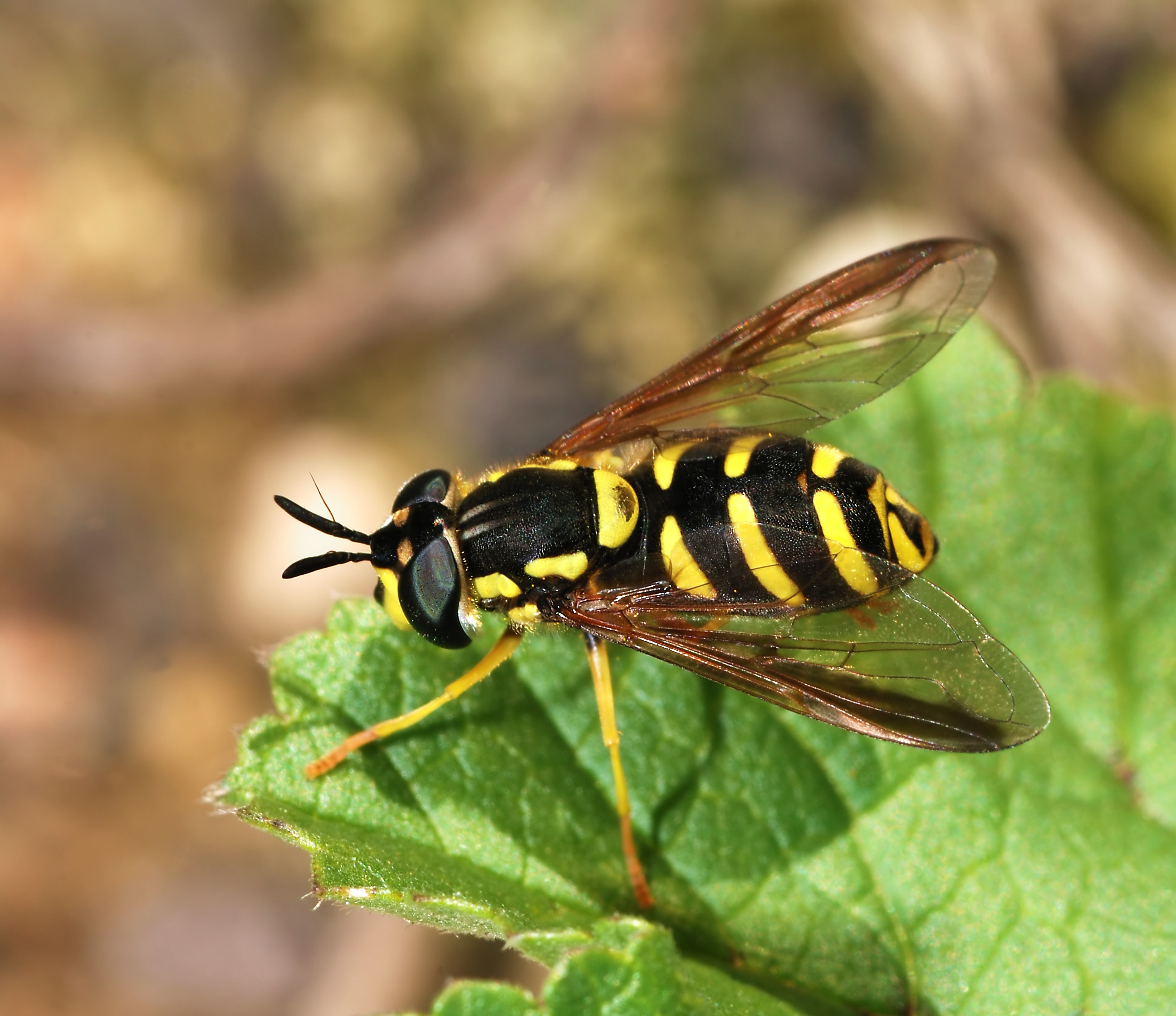
Wespenschwebfliege – Nachahmer der Wespe
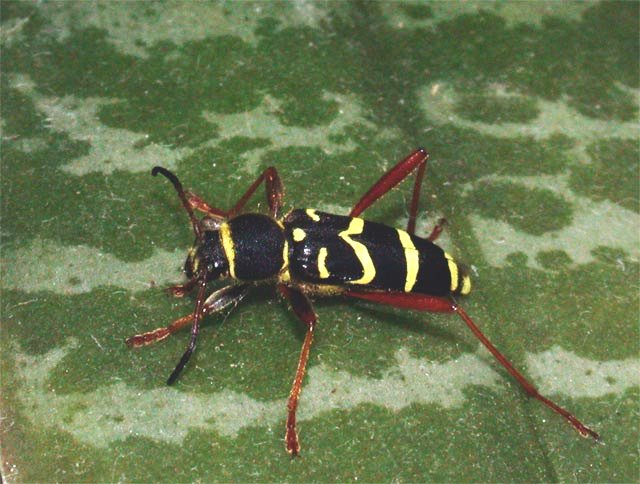
Echter Widderbock (Clytus arietis), ein Käfer – Nachahmer der Wespe
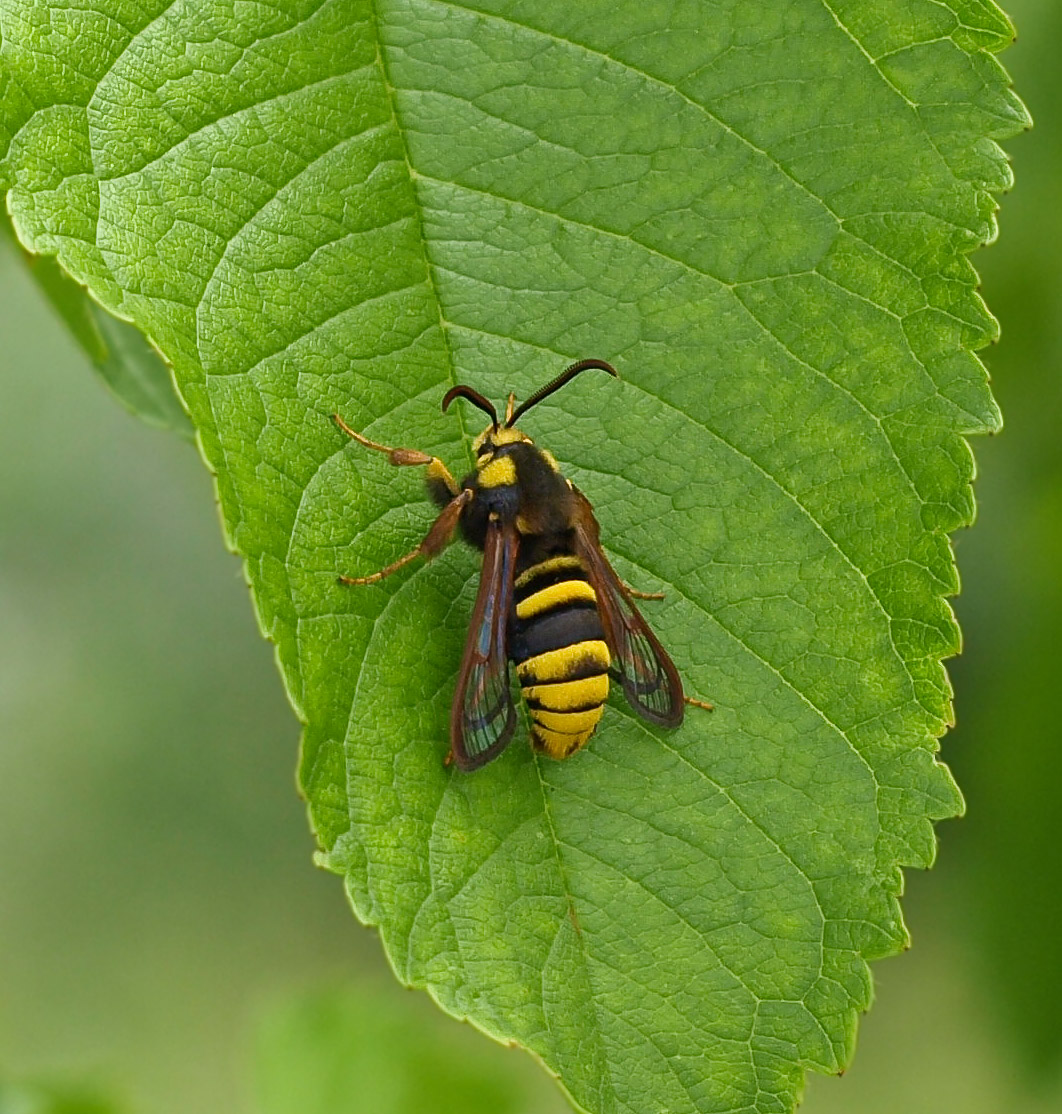
Hornissen-Glasflügler (Sesia apiformis), ein Schmetterling – Nachahmer der Wespe

In Europa sind Wespen, Bienen und Hummeln weit verbreitet. Sie alle, jedenfalls die stachelbewehrten Weibchen, werden von einigen anderen, offenbar völlig wehrlosen Insekten „nachgeahmt“. Giftige und ungenießbare Arten haben oft eine auffallende Färbung, eine so genannte Warntracht. Wird diese nachgeahmt, spricht man auch von Scheinwarntracht.
Insbesondere in der Familie der Schwebfliegen haben viele Arten eine „Signalfälschung“ entwickelt: Das Aussehen der Angehörigen zahlreicher Arten ähnelt jenem von wehrhaften Wespen und Honigbienen. Zum Beispiel ahmen die Schwebfliegen der Gattung Eristalis die Europäische Honigbiene nach und werden deshalb auch als „Mistbienen“ bezeichnet; ihre „Rattenschwanzlarven“ entwickeln sich meist in der Gülle von Misthaufen. Noch auffälliger ist die Ähnlichkeit zahlreicher Schwebfliegen mit Wespen: Sie besitzen das leuchtend gelb-schwarze „Warnsignal“ auf den Hinterleibern ihrer wehrhaften Vorbilder und verunsichern so häufig Menschen, die Schwebfliegen und Wespen nicht unterscheiden können.
Wenn man jedoch Schwebfliegen genauer betrachtet, sind sie relativ leicht als ganz normale, harmlose Fliegen zu identifizieren, denn ihnen fehlen einige charakteristische Merkmale der Wespen, die in die Ordnung der Hautflügler gehören, während Schwebfliegen in die Ordnung der Zweiflügler gehören. Wespen haben immer vier Flügel und längere, gekniete Fühler, während Fliegen nur zwei Hauptflügel und stummelförmige Fühler haben. Zudem können Schwebfliegen „schweben“, das heißt, ähnlich einem Hubschrauber in der Luft am selben Ort verharren.
Das „Warnsignal“ der Wespen nutzen auch andere Insektenarten. Unter den Käfern kann man etwa den Wespenbock und einige andere Bockkäfer auf den ersten Blick für Wespen halten.
Die Nachahmung der großen Hornissen und Wespen durch den Hornissen-Glasflügler, einen harmlosen Schmetterling, ist so vollkommen, dass er in der Größe, Färbung und Flügelhaltung der gefürchteten Hornisse fast gleicht. Auch Hummeln werden von einem Schmetterling nachgeahmt: vom Hummelschwärmer.
Die Nachahmung wehrhafter Vorbilder sollte sich nicht nur auf Körpermerkmale beschränken. Weitere Übereinstimmungen im Verhalten, im Lebensraum und im Lebensrhythmus tragen dazu bei, dass das Vorbild und der Nachahmer miteinander verwechselt werden.
Unerfahrene Räuber fressen die wehrlosen Nachahmer, z. B. wespenähnliche Schwebfliegen, sogar sehr gerne. Erjagten aber Kröten und Vögel zuerst einige der wehrhaften Wespen, lehnen sie anschließend auch ähnliche Schwebfliegen für lange Zeit ab. Allerdings können viele Vögel und andere Räuber Farben und Muster sehr gut erkennen und genau unterscheiden. Nachahmer stehen somit vor dem Problem, dass sie ihren Vorbildern so weitgehend wie möglich gleichen müssen.
Da die Existenz ungiftiger Nachahmer den Lernerfolg bzw. das Vermeidungsverhalten der Fressfeinde verringert, ist es wichtig, dass das zahlenmäßige Verhältnis unausgewogen ist, also nicht zu viele harmlose Nachahmer entstehen.

### Beispiele bei Pflanzen
- Imitierte Eier auf den Laubblättern von Passionsblumen-Arten als Abwehr gegen eiablagebereite Schmetterlinge der Gattung Heliconius

## Müller’sche Mimikry

### Entdeckung
Der deutsche Biologe Johann Friedrich Theodor Müller (1821–1897) fand bei seinen Beobachtungen von Schmetterlingen heraus, dass gleich aussehende Tiere nicht immer derselben Gattung angehören müssen. Im Laufe der Stammesgeschichte hatten sich ungenießbare Schmetterlinge eine gemeinsame Warntracht zugelegt, so dass die Fressfeinde sie nicht mehr auseinanderhalten konnten. Daher musste der Fressfeind nur bei einem Tier die schlechte Erfahrung machen und mied in Zukunft alle gleich aussehenden Tiere. Hiervon profitieren beide Arten.
Nach Lunau liegt hier im eigentlichen Sinne keine Mimikry vor, sondern Signalnormierung, denn hier passen sich verschiedene Arten aus verschiedenen Gattungen aneinander an, die ihre Vorzüge teilen.

### Beispiele im Tierreich
- die in Amerika und Ostasien vorkommenden giftigen Schmetterlinge der Unterfamilie Danainae.
- Ameisenspinnen wie die Ameisenspringspinne

### Beispiele bei den Pflanzen
Hier betrifft es vor allem Blüten, die sich sehr ähnlich sehen und alle z. B. Nektar anbieten.
- viele Arten Ranunculus,
- im alpinen Bereich: Dryas octopetala und Ranunculus campestris,
- rote Vogelblumen, z. B. Mimulus cardinalis, Penstemon campanulatus: Entwicklung aus blauen Hummelblumen, um Nektarkonkurrenz zu vermeiden

## Mertens’sche Mimikry
Passt sich eine gefährliche oder ungefährliche Art einer mäßig gefährlichen Art an, so spricht man von Mertens’scher Mimikry. Diese Bezeichnung wurde durch den deutschen Zoologen Robert Mertens (1894–1975) begründet.
Ein Beispiel für diese Art Mimikry sind die giftigen nordamerikanischen Korallenschlangen der Gattung Micrurus und diverse „Nachahmer“.

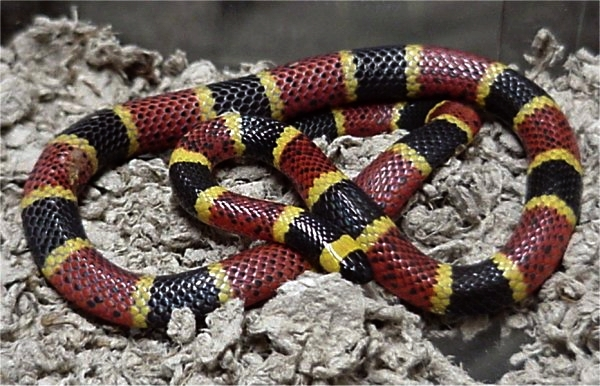
Die giftige Texas-Korallenotter (Micrurus tener)
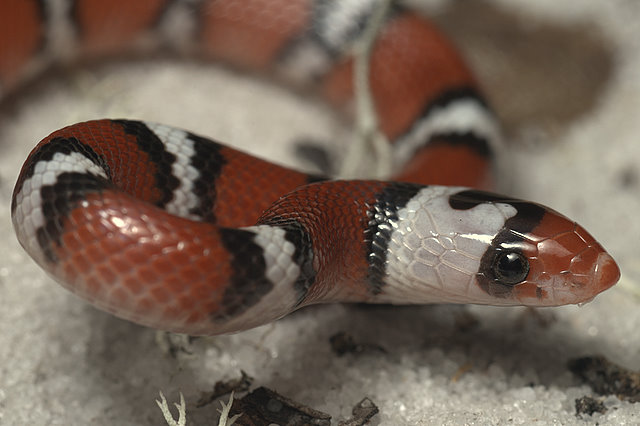
Die ungiftige Scharlachnatter (Cemophora coccinea)
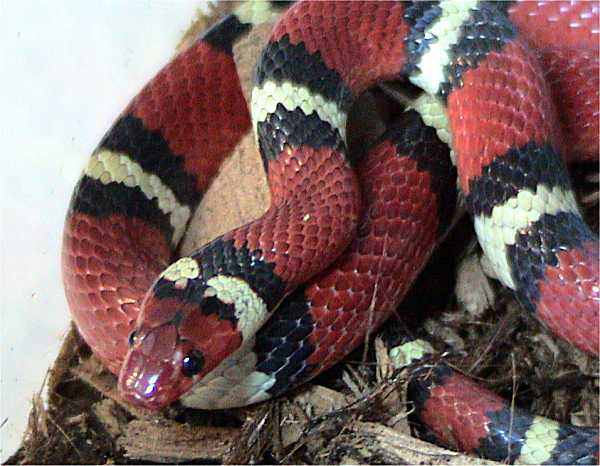
Die ungiftige Rote Königsnatter (Lampropeltis elapsoides)
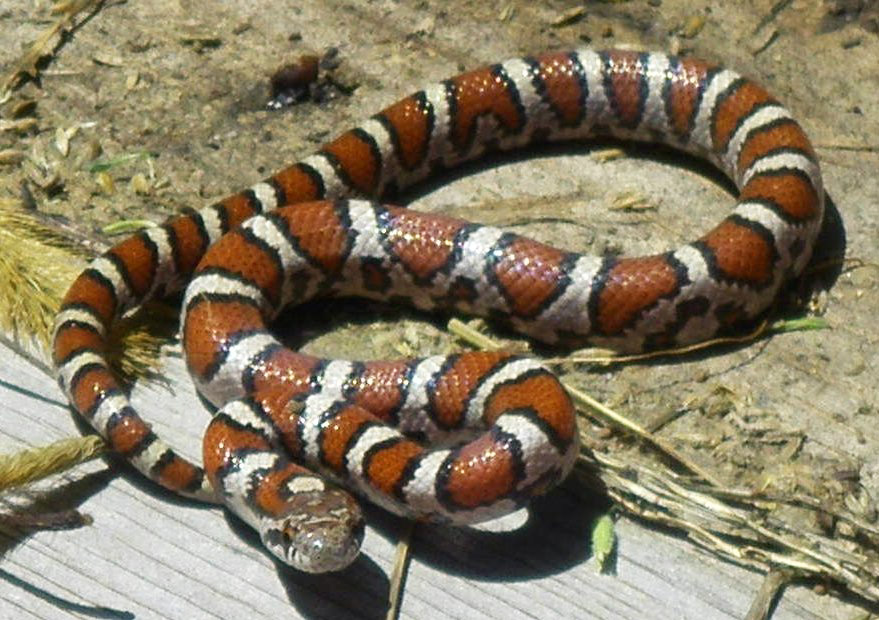
Die ungiftige Dreiecksnatter (Lampropeltis triangulum)

Auf dem amerikanischen Kontinent kommen etwa 75 außergewöhnlich farbenprächtige Korallenschlangenarten vor. Ihre leuchtenden Farben Gelb und Rot dominieren neben dem Schwarz. Sie können daher leicht verwechselt werden. Diese Schlangen sind nicht näher verwandt und gehören zu 18 verschiedenen Gattungen.
Es gibt eine Unterscheidung der Gefährlichkeit der Korallenschlangen nach drei verschiedenen Gruppen:
- die hochgiftigen Korallenottern (Micrurus) und Arizona-Korallenottern (Micruroides),
- die nur mäßig giftigen Arten der Gattung Erythrolamprus,
- die völlig harmlosen Königsnattern (Lampropeltis) wie etwa die Dreiecksnatter (Lampropeltis triangulum).

Die echten Korallenschlangen haben einen sehr effektiven Giftapparat, und das Gift ist ein tödliches Nervengift. Sie sind aber so klein, und ihre Kiefer sind so schwach, dass ihr Biss für den Menschen zwar sehr schmerzhaft, aber nicht sehr gefährlich ist.
Die nur mäßig giftigen Korallennattern zählen zu den Trugnattern. Bei ihnen sind im Unterschied zu den Giftnattern nur die hinteren Zähne als Giftzähne ausgebildet. Sie haben ein verhältnismäßig schwaches Gift, das für den Menschen nicht tödlich ist. Die Korallennattern gehören, wie die völlig harmlose Milchschlange, zu den ungiftigen Nattern.
Nach Einschätzung einiger Forscher haben sich in diesem Fall die hochgiftigen (und die ungiftigen) Schlangen den mäßig giftigen im Aussehen angepasst. Die hochgiftigen Schlangen können sich (auf Grund ihrer Giftigkeit, aber geringeren Stärke) zwar gut gegen kleinere Feinde mit nicht zu dicker Haut zur Wehr setzen. Da diese aber, falls sie gebissen worden sind, mit großer Wahrscheinlichkeit am Gift sterben und deswegen nicht aus ihrem Verhalten lernen können, profitieren die hochgiftigen Korallenschlangen davon, der weniger giftigen Gattung zu ähneln. Ein potentieller Angreifer könnte eine Begegnung mit Exemplaren der letzteren Gattung durchaus überlebt haben, aber aufgrund dieser unangenehmen Erfahrung Schlangen dieses Aussehens meiden. Auch die ungiftigen Korallenschlangen genießen Schutz durch ihre Ähnlichkeit zur mäßig giftigen Gattung.

## Peckham’sche Mimikry

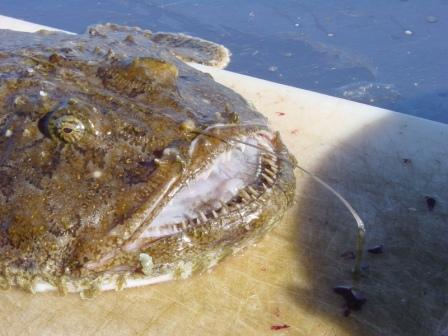
Kopf des Seeteufels mit deutlich erkennbarer Angel

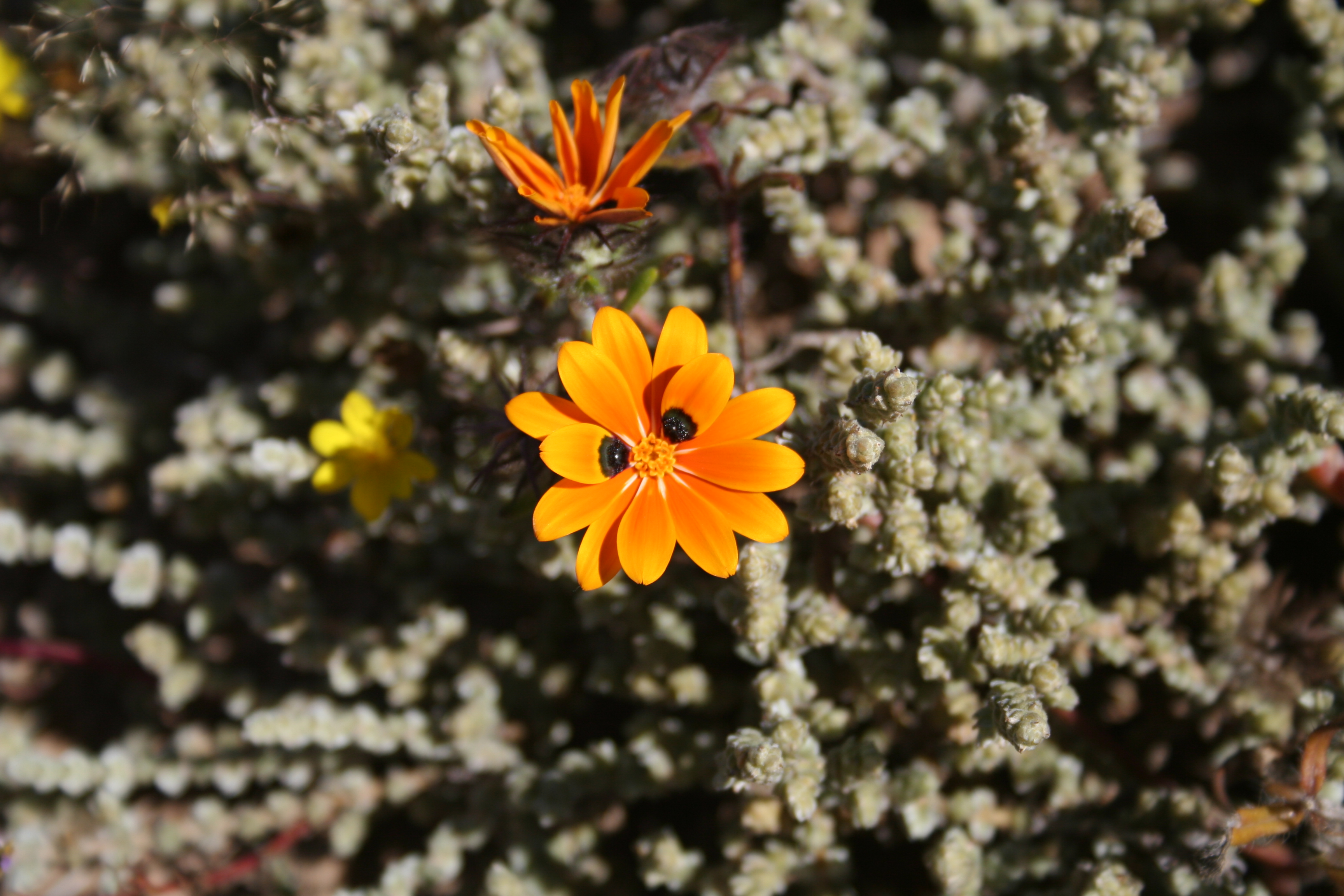
Gorteria diffusa

Anders als die oben genannten Mimikry-Formen hat die Peckham’sche Mimikry (nach George Peckham und Elizabeth Peckham, 1889), auch aggressive Mimikry genannt, nicht zur Folge, dass Angreifer abgewendet werden; im Gegenteil, sie bewirkt, dass andere Arten angelockt werden.
Ein Beispiel ist der Seeteufel Lophius spec., eine Meeresfischart. Er hat am isoliert stehenden vordersten Strahl seiner Rückenflosse ein Hautanhängsel, das er wie einen Wurm bewegen kann, mit der Folge, dass andere Fische angelockt und so zu einer leichten Beute werden.
Ein anderes Beispiel sind Orchideen der Gattung Ophrys. Sie ahmen mit ihren Blütenblättern nicht nur das Aussehen und das Anfühlen weiblicher Solitär-Bienen nach und locken so paarungsbereite Männchen an, sondern sie sezernieren sogar noch wirkungsvollere Sexuallockstoffe (Insektenpheromone) als die echten Weibchen. Die Männchen bestäuben so beim „Begattungsakt“ (genannt Pseudokopulation) die Blüten. Auch die Kronblätter der Blüten des südafrikanischen Korbblütlers Gorteria diffusa ahmen weibliche Insekten nach, die insbesondere Männchen aus der Gruppe der Wollschweber (bombyliid flies) anlocken.
Die getäuschten Individuen einer Art („Signalempfänger“) erleiden, statistisch gesehen, einen Fortpflanzungsnachteil. Es pflanzen sich mehr jener Individuen fort, die sich nicht täuschen ließen. Auch der erfolgreiche Täuscher („Signalfälscher“) genießt höhere Fortpflanzungschancen. Dadurch kommt es zum evolutionären Wettlauf (galoppierende Koevolution), bei dem die Täuschungsqualität der Signalfälscher und das Unterscheidungsvermögen der Signalempfänger ein hohes Niveau erreichen können. So täuschen Pflanzen der Gattung Rafflesia mit ihren Blüten mittels Farbe, Größe, Geruch und Oberflächenstruktur einen Kadaver vor. Viele Fliegen, die diese Blüte passieren, fallen auf den Trick trotz der Kombination an Täuschreizen nicht herein. Um das Erkennen zu erschweren, ist die Variation der Täuschungsreize innerhalb einer Art (intraspezifisch) oft sehr hoch (kein Ophrys-Blütenblatt gleicht dem anderen).
Mimikry – nicht nur die aggressive – muss sich auch nicht auf das Aussehen beziehen. Weibchen der Leuchtkäfer-Gattung Photuris ahmen die charakteristischen Leuchtsignale von Weibchen anderer Leuchtkäferarten aus der Gattung Photinus nach, locken deren Männchen an und verzehren sie. Die Männchen ihrerseits landen häufig erst in der näheren Umgebung, um sich ein Bild vom Weibchen zu machen. Spinnenfresser zupfen mit den Beinen an den Netzen anderer Spinnen, imitieren auf diese Weise im Netz gefangene Beute und fressen die herbeieilende Netzbesitzerin.

## Chemische Mimikry
Das Phänomen Mimikry wurde im 19. Jahrhundert anhand von auffälligen visuellen Merkmalen beschrieben, die dem Beobachter und seiner wissenschaftlichen Analyse zumeist leicht zugänglich waren. Die Täuschung von Signalempfängern mit Hilfe anderer, nicht-visueller Signale blieb hingegen lange Zeit unbeachtet, obwohl bekannt war, dass zahlreiche Tierarten zum Beispiel über eine ausgeprägte, empfindliche olfaktorische Wahrnehmung verfügen. Erst aus jüngerer Zeit wurden Studien über Mimikry durch Ausnutzung „gefälschter“ chemischer Signale publiziert.
Die nur auf der südchinesischen Insel Hainan vorkommende Orchideenart Dendrobium sinense lockt ihre Bestäuber, Hornissen der Art Vespa bicolor an, indem sie unter anderem die chemische Verbindung (Z)-11-Eicosen-1-ol produziert. Diese Substanz wurde erstmals 2009 bei einer Pflanze nachgewiesen. Sie ist aber seit langem bekannt dafür, dass sie im „Alarmpheromon“ von Honigbienen vorkommt, die von Hornissen häufig als Beute gejagt werden. In Verhaltensexperimenten wurde gezeigt, dass Hornissen vom Duft dieser Verbindung angelockt werden. Weitere Beobachtungen ergaben, dass Hornissen nicht auf den Blüten landen, sondern nur kurz und heftig mit dem Kopf gegen das rote Zentrum einer Blüte stoßen, als ob sie einen Beutezugriff durchführen würden und dadurch zur Bestäubung der Blüte beitragen.
Der Kurzflügler Trichopsenius frosti lebt als „Untermieter“ in den Termitenhügeln der Termiten-Art Reticulitermes flavipes. Das von ihm selbst synthetisierte Kohlenwasserstoff-Profil seiner Cuticula wurde als qualitativ gleichwertig mit dem seiner „Gastgeber“ beschrieben.
Die Germerblättrige Stendelwurz (Epipactis veratrifolia) lockt Schwebfliegen durch pheromone mimicry (dt. Pheromon-Mimikry) als Bestäuber an. Die Pflanze produziert die Substanzen α- und β-Pinen, β-Myrcen sowie β-Phellandren, die auch die chemischen Alarmsubstanzen von Blattläusen sind. Wahrnehmung dieser Substanzen löst bei Schwebfliegen Eiablage neben den vermeintlichen Blattläusen aus, da schlüpfende Schwebfliegenlarven die Läuse als Nahrung nutzen.

## Molekulare Mimikry
Als molekulare Mimikry wird der Umstand bezeichnet, dass Moleküle auf der Oberfläche von Krankheitserregern körpereigenen Molekülen ähneln oder mit ihnen identisch sind. Dies stellt für den Erreger eine Tarnung gegenüber immunkompetenten Zellen dar, denen das Erkennen der Keime als Fremdstruktur somit erschwert wird. Werden diese Moleküle trotzdem vom Immunsystem als Antigen erkannt, kann sich die darauf folgende Immunreaktion nicht nur gegen den Erreger, sondern auch gegen körpereigenes Gewebe richten. Dieser Vorgang wird auch Kreuzreaktion genannt und gilt als eine mögliche Ursache für die Entstehung von Autoimmunerkrankungen.
Molekulare Mimikry wird als Ursache für Krankheiten wie Multiple Sklerose, rheumatoide Arthritis und das Magengeschwür diskutiert.

## Belege
1. ↑  Diese Definition folgt Klaus Lunau, Warnen, Tarnen, Täuschen, S. 7.
2. ↑  F. P. Schiestl et al.: Sex pheromone mimicry in the early spider orchid (Ophrys sphegodes): patterns of hydrocarbons as the key mechanism for pollination by sexual deception. In: Journal of Comparative Physiology A. Band 186, Nr. 6, 2000, S. 567–574, doi:10.1007/s003590000112.
 Täuschende Schönheiten. Max-Planck-Institut für chemische Ökologie, Forschungsbericht 2010, auf: mpg.de
3. ↑  H. W. Bates: Contributions to an insect fauna of the Amazon Valley. Lepidoptera: Heliconidae. In: Transactions of the Linnean Society (London). Band 23, Nr. 3, 1862, S. 495 ff.
4. ↑  Wolfgang Wickler: Mimikry. Nachahmung und Täuschung in der Natur. Kindler, München 1971, ISBN 3-463-00469-0, S. 243.
5. ↑  Klára Daňková et al.: Highly accurate Batesian mimicry of wasps dates back to the Early Oligocene and was driven by non-passerine birds. In: Current Biology. Online-Veröffentlichung vom 20. März 2025, doi:10.1016/j.cub.2025.02.069.
6. ↑  Text von „Vestiges of the Natural History of Creation“ bei Internet Archive
7. ↑  Dies kann sogar zur Auftrennung benachbarter Arten führen, siehe dazu: Philipp M. Schlüter u. a.: Stearoyl-acyl carrier protein desaturases are associated with floral isolation in sexually deceptive orchids. In: PNAS. Band 108, Nr. 14, 2011, S. 5696–5701, doi:10.1073/pnas.1013313108.
8. ↑  Allan G. Ellis, Steven D. Johnson: Floral Mimicry Enhances Pollen Export: The Evolution of Pollination by Sexual Deceit Outside of the Orchidaceae. In: The American Naturalist. Band 176, 2010, S. E143–E151, doi:10.1086/656487.
9. ↑  Konrad Dettner und Caroline Liepert: Chemical Mimicry and Camouflage. In: Annual Review of Entomology. Band 39, 1994, S. 129–154, doi:10.1146/annurev.en.39.010194.001021.
10. ↑  Jennifer Brodmann u. a.: Orchid Mimics Honey Bee Alarm Pheromone in Order to Attract Hornets for Pollination. In: Current Biology. 19, Nr. 16, 2009, S. 1368–1372, doi:10.1016/j.cub.2009.06.067.
11. ↑  Ralph W. Howard, C. A. McDaniel und Gary J. Blomquist: Chemical Mimicry as an Integrating Mechanism: Cuticular Hydrocarbons of a Termitophile and Its Host. In: Science. Band 210, Nr. 4468, 1980, S. 431–433, doi:10.1126/science.210.4468.431.
12. ↑  Ralph W. Howard, C. A. McDaniel und Gary J. Blomquist: Chemical Mimicry as an Integrating Mechanism for Three Termitophiles Associated With Reticulitermes Virginicus (Banks). In: Psyche. Band 89, Nr. 1–2, 1982, S. 157–167, doi:10.1155/1982/91358
13. ↑  Orchidee trickst Schwebfliegen aus: Germerblättrige Stendelwurz verkleidet sich chemisch als Blattlaus und lockt so Bestäuber an. Auf: mpg.de vom 14. Oktober 2010.
Johannes Stökl u. a.: Smells like aphids: orchid flowers mimic aphid alarm pheromones to attract hoverflies for pollination. In: Proceedings of the Royal Society B. Band 278, Nr. 1709, 2010, S. 1216–1222, doi:10.1098/rspb.2010.1770.
14. ↑  J. L. Olson u. a.: A virus-induced molecular mimicry model of multiple sclerosis. In: Current Topics in Microbiology and Immunology. 296, 2005, S. 39–53, PMID 16323419.